# ناحیه ادلاید، شهرستان بومن، داکوتای شمالی
شهرستان ادلاید، بخش بومن، شمال دکوتا (به انگلیسی: Adelaide Township, Bowman County, North Dakota) در ایالات متحده آمریکا است که در داکوتای شمالی واقع شده‌است.

## خصوصیات
شهرستان ادلاید ۹۲٫۵ کیلومترمربع مساحت و ۳۱ نفر جمعیت دارد و ۹۶۴ متر بالاتر از سطح دریا واقع شده‌است.